# 古古 (星際大戰角色)
古古（英語：Grogu），通稱尤達寶寶（英語：Baby Yoda），是《星際大戰》系列的虛構角色，也是Disney+網路劇《曼達洛人》和《波巴·費特之書》的登場角色。古古是一名幼童，與《星際大戰》中的尤達和雅朵（Yaddle）屬於同一個種族，他們天生擁有強大的原力。
在《曼達洛人》中，賞金獵人曼達洛人／丁·賈林被銀河帝國殘餘勢力派去抓獲古古，但倆人在冒險過程中漸漸產生了父子情，並保護他不被銀河帝國殘餘勢力傷害。古古的真實姓名直至《第十三章：絕地》才被揭露。在此之前，他都被稱作「孩子」（The Child）。 在《第二十四章：重返》的結尾，他被曼達洛人正式收養，姓名變為丁·古古（Din Grogu）。
古古受到影迷和影評人的喜愛，被廣泛認為是該劇的突出角色，並迅速成為流行的網路迷因。《衛報》稱他為「2019年最佳新角色」，而《好萊塢報導》稱該角色「代表了好萊塢的未來」。許多影評人將古古描述為令Disney+成功的關鍵因素。

## 外部連結
- 古古在星球大戰資料庫
- Wookieepedia上的相关条目：古古